# Bratislavskaja (stanice metra v Moskvě)
Bratislavskaja (rusky Братиславская) je stanice moskevského metra. Pojmenována byla podle hlavního města Slovenska – Bratislavy – na počest Rusko-slovenského přátelství.

## Charakter stanice

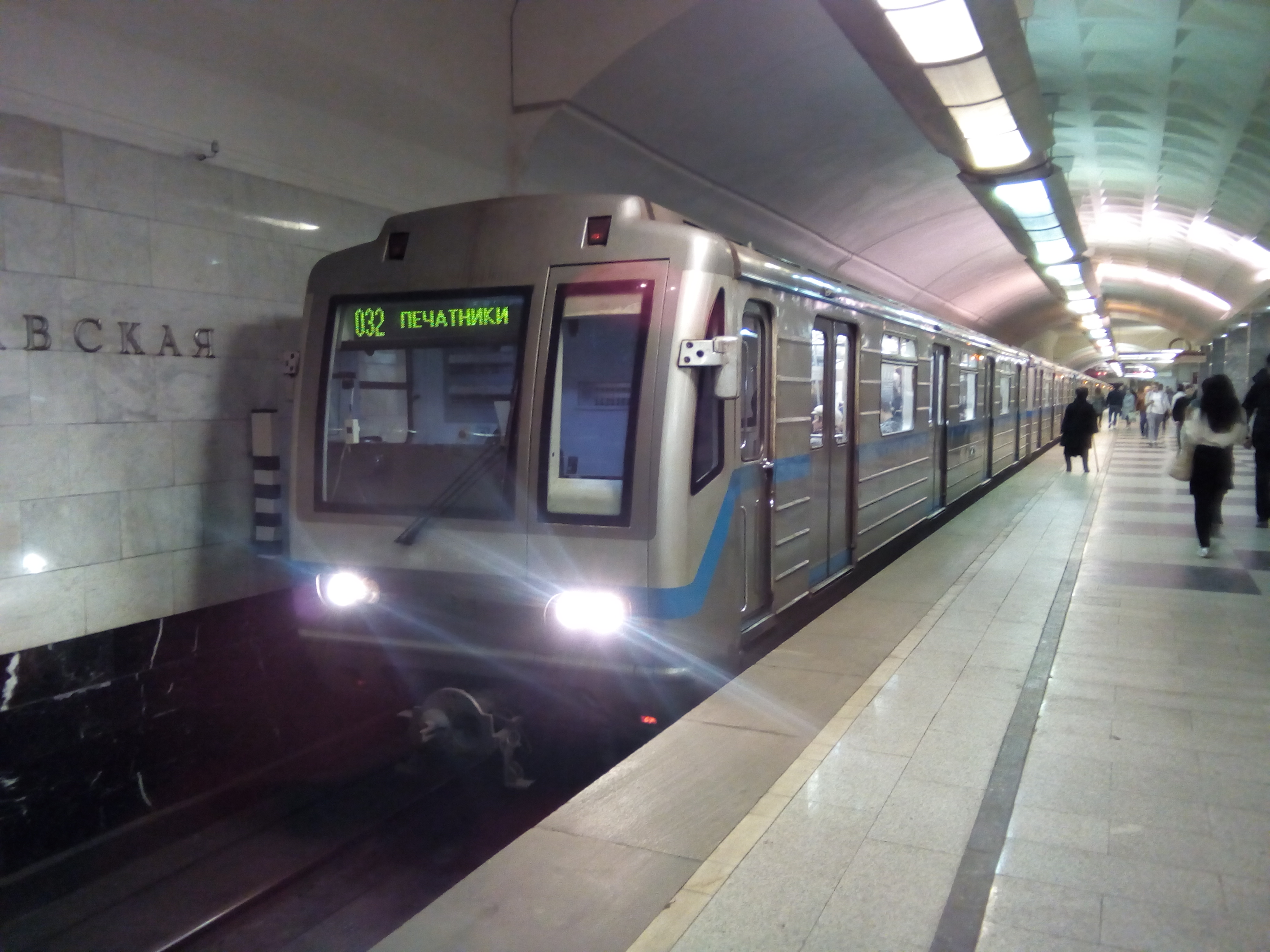
Vlak ve stanici Bratislavskaja

Bratislavskaja se nachází na Ljublinské lince, v její jižnější části. Je konstruována jako podzemní, dvojlodní, mělce (8 m pod povrchem) založená. Obě lodě jsou v místě kde se sbíhají ukončeny sloupy a veprostřed stanice přerušeny. Vzniklo zde prázdné místo které bylo připravené pro vybudování schodiště ústícího do budoucí přestupní chodby – Bratislavskaja je navržena pro budoucí propojení s linkou Kachovskaja. Přesto však došlo k projektovým změnám tak, že přestupní stanicí se má stát Pečatniki. Proto je plánována přestavba, podle níž bude prázdné místo uvedené do stejného stavu, jako je zbytek stanice. Na obklad střední řady sloupů byl použit, stejně jako na stěny za nástupištěm, tyrkysově zabarvený mramor; na podlahu pak žula. Ze stanice, otevřené 25. prosince 1996 vedou dva výstupy do podzemních vestibulů.